# Henri Ernest Dabault
Henri Ernest Marie Dabault, né à Marsais le 4 juillet 1858 et mort à Paris le 29 décembre 1935, est un peintre, bijoutier et joailler français.

## Biographie
Il expose au Salon des Tuileries dont il est membre, en 1929, les toiles Le Dégel, Pont Louis Philippe et Le Pont Marie.

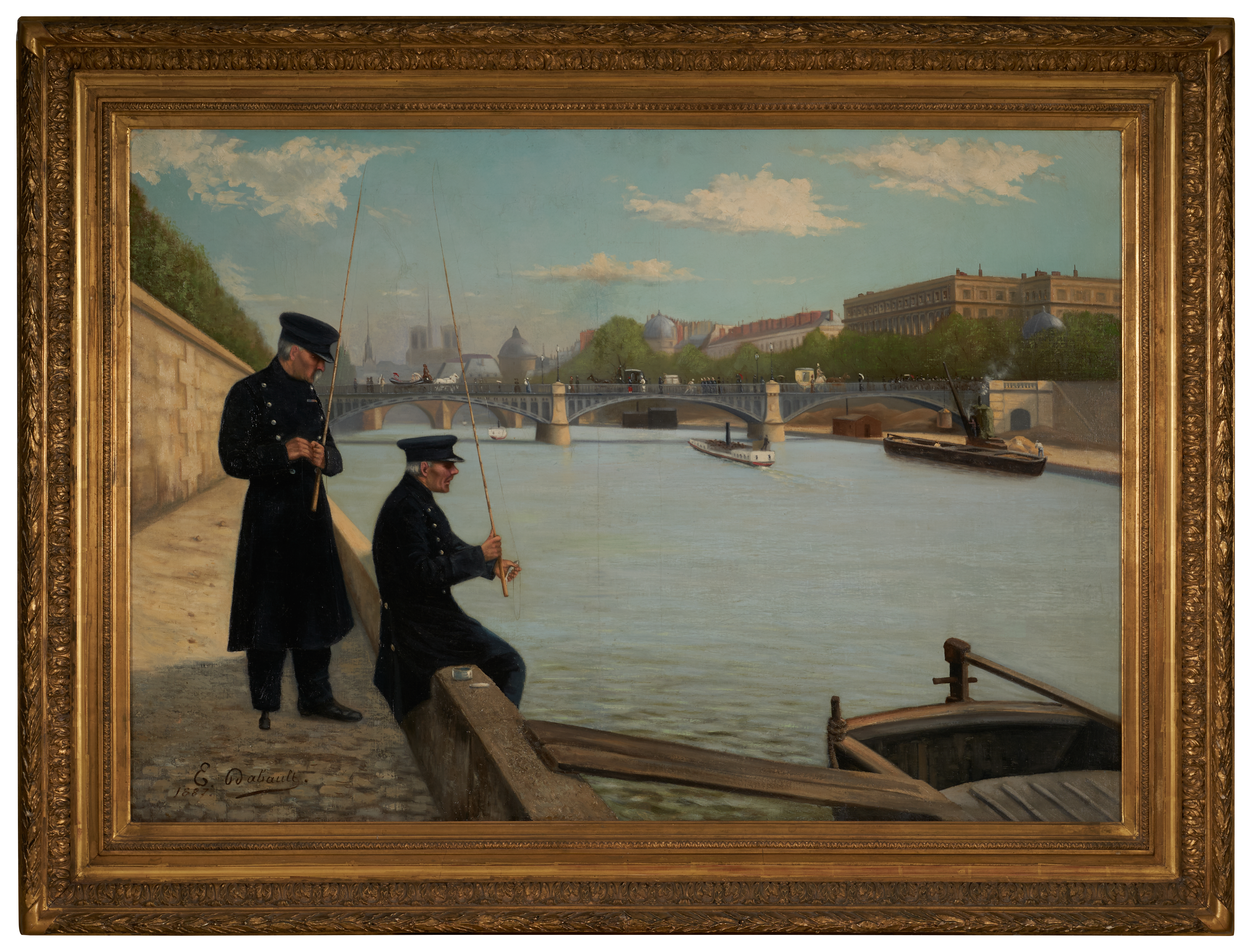
Invalides pêchant à la ligne, près du pont de Solférino au musée Carnavalet.